# Ciudad Mante
Ciudad Mante är en ort i Mexiko.   Den ligger i kommunen El Mante och delstaten Tamaulipas, i den centrala delen av landet, 400 km norr om huvudstaden Mexico City. Ciudad Mante ligger 86 meter över havet och antalet invånare är 79 981.
Terrängen runt Ciudad Mante är platt åt nordost, men åt sydväst är den kuperad. Runt Ciudad Mante är det ganska tätbefolkat, med 60 invånare per kvadratkilometer. Ciudad Mante är det största samhället i trakten. Omgivningarna runt Ciudad Mante är en mosaik av jordbruksmark och naturlig växtlighet.